# Баянаульский район
Баянаульский район (каз. Баянауыл ауданы) — расположен на юго-западе Павлодарской области.

## Физико-географическая характеристика

### Географическое положение
Площадь — 18,5 тыс. км². На севере граничит с сельской зоной города Экибастуза, на северо-востоке — сельской зоной города Аксу, на востоке — Майским районом, на юге и западе — с Карагандинской областью.

### Климат
Климат района — резко континентальный с жарким летом (до +42ºС) (Стабильно с 2022 года) и суровой (до −35ºС) зимой. Среднегодовое количество осадков колеблется от 270 до 277 мм, средняя температура января −16º-35ºС, июля +30º+36ºС. Снежный покров окончательно устанавливается в конце ноября и заканчивается под конец апреля.

### Рельеф и гидрография
Поверхность района горно-степная. Основная часть территории района занята северо-восточными отрогами Сарыарки. Из наиболее выдающихся по своей высоте гор можно отметить горы Кызылтау, Акбет, Акбастау. На территории гор по небольшим ложбинкам стекает большое количество ручьёв и речек, которые входят в предгорные равнины, теряются в них, в большинстве случаев не доходя до озёрных впадин. Наиболее ценными пресноводными источниками являются озёра Сабындыколь, Жасыбай, дающие значительные уловы щуки, чебака, окуня, карася, линя.
Почва района в общем виде характеризуется светло-каштановой окраской с оттенком от бурой до светло-коричневой. По механическому составу представляет собой лёгкие суглинки, чаще супеси. Мелкосопочник характеризуется щебёнчатыми почвами, причём вершины сопок — каменные, обнажённые, а склоны покрыты почвой, мощность которой к основанию сопок постепенно возрастает. В большинстве, как на равнинах, так и на возвышенных местах разбросаны комплексы солонцов и солончаков, придающих почве тяжёлый характер.
В недрах Баянаульского района разведаны запасы каменного угля, золота, меди, полиметаллических руд, поваренной и глауберовой соли, кварцевых и стекольных песков, естественных строительных материалов и других полезных ископаемых (см также: Баянаульский рудный район).

## Население
Население представлено в основном казахами, а также — русскими, немцами, украинцами и другими. Средняя плотность населения 1,5 человека на 1 км². На начало 2019 года население района составило 25 859 человек.

### Этнический состав
Национальный состав (на начало 2019 года):
- казахи — 23 207 чел. (89,74 %)
- русские — 1915 чел. (7,41 %)
- немцы — 250 чел. (0,97 %)
- украинцы — 169 чел. (0,65 %)
- татары — 140 чел. (0,54 %)
- белорусы — 14 чел. (0,05 %)
- другие — 164 чел. (0,63 %)
- Всего — 25 859 чел. (100,00 %)

### Динамика численности
Численность населения в 1999 году — 32,8 тысяч человек, в 2012 году — 27,7 тысяч.

## История
Район образован в 1928 году в составе Павлодарского округа. В 1930—1932 в прямом подчинении Казакской АССР, с 1932 — в Восточно-Казахстанской области, с 1934 — в Каркаралинском округе, с 1936 — в Карагандинской области, с 1938 — в Павлодарской области.

### Этимология
Название Баянаульского района часто связывают с именем прекрасной казахской Джульетты, судьба которой послужила истоком создания знаменитой лирической поэмы, сложенной на все времена. 21 тысяча квадратных километров территории названа по имени девушки. Имеется и другая версия названия: известный просветитель Чокан Валиханов слово Баянаул (Баян-Ола) трактовал как Благополучие, Счастливые горы-возвышенности.

## Административно-территориальное деление
На территории района 13 административных единиц (1 поселковая администрация — Майкаин — и 12 сельских округов):
| Адм. единица         | Численность в 1999 году, чел. | Численность в 2009 году, чел. | По сравнению с 1999 годом |
| -------------------- | ----------------------------- | ----------------------------- | ------------------------- |
| Аксанский с. о.      | 1278                          | 975                           | ↘76,3 %                   |
| Баянаульский с. о.   | 5998                          | 6071                          | ↗101,2 %                  |
| Бирликский с. о.     | 1383                          | 1095                          | ↘79,2 %                   |
| Жанажольский с. о.   | 929                           | 583                           | ↘62,8 %                   |
| Жанатилекский с. о.  | 1817                          | 1322                          | ↘72,8 %                   |
| Каратомарский с. о.  | 811                           | 524                           | ↘64,6 %                   |
| Кундыкольский с. о.  | 1908                          | 1431                          | ↘75,0 %                   |
| Куркелинский с. о.   | 2045                          | 1385                          | ↘67,7 %                   |
| Кызылтауский с. о.   | 1428                          | 1111                          | ↘77,8 %                   |
| Майкаинская п. а.    | 9224                          | 9100                          | ↘98,7 %                   |
| Сатпаевский с. о.    | 1981                          | 1513                          | ↘76,4 %                   |
| Торайгыровский с. о. | 1320                          | 1085                          | ↘82,2 %                   |
| Узунбулакский с. о.  | 1450                          | 1019                          | ↘70,3 %                   |

## Государственный Национальный природный парк Баянаул
Баянаул — живописный уголок среди полупустынной степи. Склоны гор и долины поражают изобилием и непохожестью видов растений. Того, кто хоть раз побывал в Баянаульских горах, обязательно вновь потянет сюда, чтобы провести целительный отдых. Пройдя по туристским тропам и познакомившись со старожилами края, Вы расширите познания об этом чудесном и красивейшем уголке Казахстана.
Микроклимат здесь таков, что в самые свирепые зимы оставляет возможность благополучно завершить зимовку скота.
Здесь известный крупный исследователь П. Драверт открыл не только наскальные рисунки, но и описал ряд менгиров, древнейших памятников, представляющих собой вертикально поставленные столбы из камня. И не только менгиры и наскальные рисунки оставлены палеолитическим человеком в Баянаульском национальном парке, но и дольмены — древнейшие захоронения, сложенные из огромных глыб плитообразной формы.
Ещё в 1926 году Драверт открыл и описал грот на берегу озера Джасыбай, недалеко от возвышающейся Атбасы. Грот сейчас носит имя исследователя. Описаны и «каменные бабы», которых, в том числе и изваяние десятиметровой высоты, уже не найти. Но вот курганов, причём всевозможных форм и времени их возведения, можно увидеть множество.

### Гидрология Баянаульского национального парка
Гидрографическая сеть представлена озёрами и многочисленными реками, стекающими с северо-восточных, северо-западных и восточных склонов Баянских гор, с гор Акбет — на севере, Аккарагай, Огелен, Чибет — на западе, Нияз — на юге. Реки имеют снеговое и подземное питание, весеннее половодье. В пределах горной части водосбора выклиниваются трещинные воды в виде родников и мочажин, формирующих истоки ручьев и поддерживающих постоянный склоновый сток в верховьях малых водотоков. На территории Баянаульского национального парка насчитывается 9 озёр. Шесть озёр имеют площадь зеркала водной поверхности менее 1 км², и только три озера (Сабындыколь, Жасыбай, Торайгыр) от 1,0 до 7,4 км². Общая суммарная акватория всех озёр около 15,3 км² и составляет около 3 % площади территории национального парка. Мелкие озёра распределены в низовьях временных водотоков и вдоль озёр. Для Баянаульской группы озёр характерны живописные берега с причудливыми склонами.
- Озеро Сабындыколь расположено у с. Баянаул, в щели, разделяющей вершины гор Акбет и Нияз. Площадь водосбора: общая — 95,9 км², площадь зеркала водной поверхности — 7,4 км². Бассейн озера расположен в Баянаульских горах, абсолютные отметки водораздела колеблются в пределах 50—1022 м. Чашей водоёма служит котловина, выработанная по широтному тектоническому разлому. Древесная растительность занимает 75 % водосборной площади, около 4—5 % заболочено. Озеро в плане имеет неправильную грушевидную форму и сильноизвилистую береговую линию. Водная поверхность в западной его оконечности и в устье временных водотоков северо-западного берега заросла тростником (ширина 10—200 м). Южный и юго-восточный берега высотой 5—10 м и в отдельных местах сливаются с крупными скалистыми склонами гор, восточный обвалованный берег высотой до 4—5 м, песчаный и умеренно крутой, северный имеет высоту 5—7 м, крутой и каменистый. Максимальная амплитуда колебания уровня воды равна примерно 2,7 м, годовая — в средние по водности годы составляет 0,6 м. Максимальная глубина озера — 9—9,5 м, преобладающая — 6 м. Вода озера пресная. Состав вод гидрокарбонатный натриевый. Температура воды — от 2,8 до 19,3 С.
- Озеро Жасыбай расположено в глубокой долинообразной щели между вершинами гор Акбет и Огелен. 31,2 км². Площадь зеркала водной поверхности составляет 3,7 км², площадь водосбора равна 31,2 км². Древесная растительность занимает 90 % водосборной площади. Чашей водоёма служит межгорная тектоническая впадина с расчленёнными склонами. Озеро имеет в плане грушевидную форму. В юго-западной части озёра находится скалистый остров (100—300 м). Берегами являются преимущественно крутые и обрывистые сильно расчленённые эрозионной сетью склоны гор, сложенные гранитоидами. Северо-восточный берег местами пологий, высота — 2,4 м. Прибрежный пляж узкий (10—30 м), песчаный. Дно ровное, песчаное с отдельными глыбами. Максимальная глубина 14 м, преобладающая — 9—10 м. Вода озера пресная, обнаруживаются следы аммиака.
- Озеро Торайгыр расположено у подножий северного склона Баянаульских гор. Общая площадь водосбора равна 12,9 км², а площадь зеркала водной поверхности − 1,9 км². Водосбор чётко делится на горную и мелкосопочную часть: первая располагается на юге (на территории Баянаульского природного парка), вторая на севере (за пределами территории парка). В горной водораздельной части абсолютные отметки достигают 800—1027 м (гора Акбет — 1027 м). Горная, наиболее активная часть водосбора расчленена сетью, глубоких долин и лугов с крутыми, преимущественно скалистыми склонами, покрытыми разреженными смешанными лесами, а у подножий зарослями кустарника. Северная мелкосопочная часть бассейна слабо расчленена неглубокими логами с глубиной вреза до 15—50 м. Лес и кустарники занимают 35 %. Чашей водоёма служит глубокая присклоновая впадина тектонического происхождения, заполненная водой. Озеро в плане имеет вид неправильного четырёхугольника, вытянутого с запада на восток. Водная поверхность озера свободна от растительности. В юго-западной части озера имеется два скалистых острова размером 80х250 и 30×80 м. Южный и северный берега крутые и высокие, сложены кристаллическими породами; восточный и западный пологие берега (высотой до 4 м) сложены крупнозернистыми песками с большим содержанием щебня и глыб. Подъезд к озеру возможен только со стороны восточного и западного берегов. Дно плоское, твёрдое, песчано-гравенистое, со слабым уклоном к его центру. Максимальная глубина 11 м, преобладающая — 6 м. Вода озера слабосолоноватая, состав гидрокарбонатно-хлоридный натриевый.
- Озеро Биржанколь расположено в 24 км к СЗ от пос. Баянаул, севернее урочища Жаманаула. Площадь водосбора: общая — 4,6 км², без средней площади озера — 3,9 км². Озеро бессточное. С СЗ к нему подходит лог длиной 10 км, имеющий в приустьевой части ширину 5-10 м. Питание озера осуществляется поверхностными и подземными водами. Озёрная чаша имеет округлую форму и расположена в северной части водосбора. Озеро на 25 % заросло. Водосбор характеризуется холмистым рельефом; относительная высота холмов достигает 50—300 м. По мере приближения к озеру высота холмов заметно уменьшается и склоны становятся более пологими. Бассейн расположен в межгорном понижении, вытянутом в ЮВ направлении и окружён склонами сопок и гор Айыртас, Казконган, Койтас, наиболее высокие вершины, которых достигают от 478,1 — 635,9 до 745,5 м. Южный и севера — западный склоны крутые, сложены гранитоидами, западный и восточные — пологие, выполнены крупнозернистыми песками. Подъезд к озеру возможен со всех сторон. Дно плоское со слабым уклоном к центру. Максимальная глубина 4,5—5,0 м, преобладающая — 4 м. Вода озера пресная.
- Озеро Сарыкамыс бессточное, расположено в 11,5 км к западу от озёра Жасыбай (в центре Баянаульских гор) в основании северо-западного склона Баянаульских гор. Приурочено оно к понижению на контакте гранитного Баянаульского массива и эффузивов мелкосопочника. Длина озёра порядка 500 м, ширина от 100 до 250 м. Берега пологие, иловатые, суглинистые со включением дресвы и мелкой гальки. Берега частично заросли камышом. В самом озере травяная растительность скудная. Глубина озёра не более 1,5 м. Общая минерализация воды — 1,1 г/л. Состав гидрокарбонатный магниево-кальциево-натриевый, рН=7,3. Озеро Сарыкамыс и несколько озёр мелких без названия, расположенные к западу, приурочены к разлому широтного направления. К югу от озёр расположены Баянаульские горы, к северу водосбор характеризуется холмистым мелкосопочником. Высота холмов в пределах водосбора достигает 50 м. По мере приближения к озёрам высота холмов уменьшается и достигает 2,5 м и менее.
- Озеро Кумдыколь расположено в 5 км к северо-западу от села Биржанколь (расположено в основании северо-западной части Баянаульских гор). Длина озера — около 500 м, ширина — от 100—150 м до 400 м. Озеро приурочено к межсопочному понижению. Водосбор характеризуется холмистым рельефом. Высота холмов к северо-западу достигает 70 м. Однако по мере приближения к озеру высота холмов заметно уменьшается. Крутизна склонов холмов к югу и юго-востоку от озера достигает 30—35 градусов. К северу и северо-западу от озера склоны холмов более пологие (15—20 градусов). По берегам озера распространены песчано-глинистые грунты с включением дресвы и гравия. Озёрная котловина имеет грушевидную форму. Глубина озера — до 1,5 м. К северу от Баянаульских гор в пределах территории национального парка имеется ещё ряд озёр. Однако они мелкие и в летний период полностью высыхают. Ледостав на озёрах устанавливается в конце октября, реже во второй половине ноября. Озёра вскрываются в конце марта, начале апреля и полностью очищаются ото льда в конце апреля — начале мая. К концу зимы толщина льда на пляжных участках достигает 0,9—1,1 м, в зарослях 0,6—0,7 м; высота снежного покрова на льду в среднем соответственно равна 5 и 25 см. Из-за небольшой глубины вертикальное расслоение температуры воды незначительное. Температура воды к началу ледостава ближе к 0. После образования ледяного покрова вода начинает нагреваться от дна, сохранившего ещё некоторое количество тепла, запасённого летом. После стаивания снега происходит нагревание верхних слоёв воды подо льдом вследствие частичного проникновения солнечной радиации через лёд. В результате зимнего и весеннего последнего нагрева средняя температура во время очищения их весной ото льда достигает 1,5—3,5 С. После очищения ото льда температура воды озёр равна 11—15 С. В июле-августе она достигает 15—23 С.

На территории национального парка насчитываются истоки более 20 ручьев и временных водотоков. Наиболее значительными являются: Шетеспе, Кинды, Телеубулак (Малдыбулак), Рыбный ключ, безымянные ручьи, зарождающиеся западнее оз. Жасыбай и на восточном склоне Баянаульских гор (севернее реки Шетеспе).
- Река Шетеспе (Еспе) формирует сток на юго-восточном склоне Баянаульских гор, в урочище Малайка за счёт подземных вод вклинивающих в виде двух нисходящих сосредоточенных выхода родников, впадает в солёное, пересыхающее озеро Комбобсор. Длина реки — 33 км, площадь водосбора — 227 м². Общее падение реки — 181 м, средний уклон — 5,5 %.

Основные притоки: без названия (правый берег — 27 км, длина — 4 км); без названия (правый берег — 21 км, длина — 6,5 км). Общая длина водотоков в бассейне — 62,2 км, густота речной сети — 0,28 км/км². Долина реки в верхнем течении до 25 км от устья чётко выражена (ширина — 0,3—0,5 км) и имеет умеренно крутые склоны высотой 10—20 км. В нижнем течении река протекает по очень широкой долине с плоским дном, достигающей в ширину 3—5 км. Пологие склоны сложены суглинками, супесями. Пойма от истока до 25 км от устья выражена слабо, ниже по течению ширина увеличивается от 0,5 до 0,8 км и имеет преимущественно ровную поверхность. Пойма на всю ширину затопляется эпизодически и только 3—4 м и глубина эрозионного вреза не превышает 0,5—1 м. Русло сложено песчано—гравелистыми отложениями. Летом река на всём протяжении пересыхает, и лишь в нескольких углублённых участках сохраняются отдельные плёсы. В пределах территории БГНПП на всём протяжении сохраняется сток, постепенно уменьшающийся в межень.
- Река безымянная (севернее реки Шетеспе) берёт начало в юго-восточной части Баянаульских гор. Формируется за счёт родниковых вод на территории БГНПП на высоте 600 м. Длина реки — 6 км, площадь водосбора — 14,9 км². От истоков водность речки существенно увеличилась. Средний уклон — 1,3 %. Густота речной сети — 0,53 км/км². Разность отметок в бассейне достигает 200 м. Основная стокообразующая часть расположена в горной части, где русло оказывает дренирующее воздействие на подземные воды, что обеспечивает сток в верховьях ручья летом.
- Ручей Телеубулак (расположен в охранной зоне и отнесён в перечень особо ценных гидрогеологических объектов Постановлением РК № 657 от 2005 года) формирует сток на северо—восточном склоне Баянаульских гор и теряется в солончаковой долине. Длина ручья — 7 км, площадь водосбора — 6 км². Общее падение ручья — 125 м. Средний уклон — 17,9 %. Эрозионный врез оказывает дренирующее воздействие на подземные воды, что и обеспечивает сток верхнего и среднего течения круглый год. Глубина вреза — более 400 мм. Долина ручья в нижнем течении расширяется до 1,5 км и имеет пологие склоны. Ширина поймы увеличивается до 0,1 км в среднем течении. Русло шириной 5—8 м в верхнем течении и до 20—25 м в среднем.
- Река Кинды — приток Ащису. Исток образуется от слияния пяти родников, берущих начало на западном и северо-западном склонах Баянаульских гор. Наиболее многоводный её правобережный приток формирует сток за счёт слияния двух безымянных ручьев, зарождающихся на восточном склоне хребта Аккарагай и на юго-западном склоне хребта Жамбак. Длина реки — 46 км, площадь водосбора — 365 км². Общее падение реки — 250 м, средний уклон 5,4 % и у истоков возрастает до 6—7 %. Общая длина рек в бассейне — 70 км. Густота речной сети — 0,19 км/км². Ширина долины изменяется от 60 м и у истоков до 0,6—3 км в устье. Русло на всем протяжении умеренно извилистое, ширина 4—6 м, в устье слабо выражено. Летом река пересыхает, в среднем и нижнем течении сохраняются разобщённые плесы, в верховье в летне-осенний период наблюдается постоянный сток, уменьшающийся в межень.
- Ручей Рыбный Ключ является основным водотоком озера Сабындыколь. Бассейн ручья составляет около 60 % водосбора оз. Сабындыколь. Общая длина ручья с притоками — 31,3 км, площадь водосбора — 65,3 км². Общее падение — 137 м, средний уклон — 11,4 %. Ручей Рыбий Ключ берёт начало в горах Жаланбас двумя безымянными составляющими. Общая длина водостоков в бассейне — 40,9 км, густота речной сети — 0,63 км/км². В пределах водосбора, особенно в горной его части, встречаются выходы трещинных вод в виде сосредоточенных и рассеянных выходов родников и мочажин, поддерживают сток в верховьях притоков в летнее время. При пересечении равнинной части водосбора ручей теряет сток вследствие потерь на фильтрацию и не доносит свои воды оз. Сабындыколь. Долина в верховьях чётко выражена, крутые склоны (20—26 гр.) относительной высотой до 100—200 м и сливаются со склонами гор. Ширина долины 50—80 м в истоках, 200—300 м в устье. Правый северный склон более крутой (30 гр.), чем левый (12—15 гр.). Пойма в верхнем течении прослеживается прерывистыми полосами (ширина до 8—15 м). В устье ширина поймы достигает 100—150 м. На всем протяжении прослеживается узкое русло шириной до 2—2,5 м. Продолжительность половодья 10—28 дней. Амплитуда колебания уровня в верховьях составляет 0,4—0,8 м, в среднем течении 0,3—0,5 м и в приустьевых участках 0,2—0,3 м. Продолжительность паводка — 5—10 суток. Сток в среднем сохраняется до середины июня. Расход в 13 км от истока изменяется в зависимости от водности года. Вода ручья пресная. Состав гидрокарбонатный кальциевый.

### Животный мир Баянаульского национального парка
Фауну Баянаульского ГНПП представляют 48 видов млекопитающих, относящихся к 5 отрядам. Отряд насекомоядные 5 видов, отряд хищные 9 видов, отряд парнокопытные 3 вида, важным объектом является казахстанский подвид горного барана — архар, занесённый в Красную книгу Казахстана, другие 2 вида (косуля и лось) встречаются очень редко, совершают только сезонные кочёвки, отряд грызуны 3 вида, отряд рукокрылые представлен здесь самым большим количеством 23 вида и отряд зайцеобразные 4 вида.
Наиболее многочисленными представителями фаунистического разнообразия национального парка являются птицы. В общей сложности здесь зарегистрировано гнездование 67 видов птиц, относящихся к 10 семействам. В число гнездящихся не входят многие водоплавающие и околоводные птицы, которые размножаются на водоёмах. Есть мигрирующие птицы, останавливающиеся в национальном парке на отдых и кормежку в весеннее и осеннее время. Общая численность птиц по научно-исследовательским отчётам ПГУ им. С. Торайгырова составляет в национальном парке 19 отрядов, 38 семейств, 144 вида.
Ихтиофауна водоёмов национального парка включает 13 видов рыб, принадлежащих к 3 отрядам и 3 семействам. Наиболее представительно семейство карповых, насчитывающее 10 видов. В озёрах отсутствуют эндемики.
По отчётным данным ПГУ им. С. Торайгырова выявлены 87 видов насекомых (класс насекомые) и 10 видов водных беспозвоночных животных (класс брюхоногие моллюски). Из насекомых 69 видов являются фоновыми, обычными малочисленными и 18 редкими. В таксономическом плане они относятся к 9 отрядам, 37 семействам и 67 родам класса насекомых. Чешуекрылые приурочены к разнотравным предгорным степям, долинам, окраинам берёзовых и сосновых горных лесов, открытым лесным полянам с высоким травостоем, составляют 17 семейств, 70 видов. Важным компонентом экосистемы Баянаульского горно-лесного массива является жёсткокрылые — по сборам выявлены 30 видов жуков. Разнообразием видового состава отличаются также представители отряда полужёсткокрылых, распространены 12 видов, относящиеся к 8 семействам.
В Баянаульском ГНПП, включая его кластерные участки, так и в территории расширения встречаются 12 видов птиц, занесённых в Красную книгу страны. Саджа лишь изредка залетает на территорию национального парка, балобан, беркут, могильник, степной орёл, филин, орёл карлик, черноголовый хохотун могут быть встречены на гнездовании. Чёрный аист, кудрявый пеликан, лебедь кликун, журавль красавка встречаются на весенних и осенних пролётах. Три вида из приведённого списка (сапсан, балобан и могильник), а также большой подорлик, степной лунь и степная пустельга являются глобально угрожаемыми видами и занесены во второй список IUCN и перечень угрожаемых видов BirdLife International. Из млекопитающих, занесённых в Красную книгу Казахстана, на территории Баянаульского парка и заказника «Кзыл-Тау» встречается казахстанский горный баран; из отряда насекомоядных, род землеройки белозубки в Красную книгу страны занесён вид малая белозубка. Среди беспозвоночных в Красную книгу Казахстана занесены отряд стрекозы семейство красотки вид красотка—девушка, из семейства коромысла дозорщик—император, из отряда жёсткокрылых семейство жужелицы — красотел сетчатый.

### Растительный мир Баянаульского национального парка
По данным Горчаковского П. Л. флора Баянаульского ГНПП насчитывает 441 вид высших сосудистых растений. Сотрудниками Павлодарского государственного университета им. С. Торайгырова, проводившими с 2005 по 2008 год научные исследования по теме: «Экологические исследования по обеспечению устойчивого развития БГНПП» в рамках программы «Научные исследования в области охраны окружающей среды» Министерства охраны окружающей среды РК, по данным установлено 475 видов, итого составляет по инвентаризационным материалам БГНПП 485 видов, относящихся к 4 отделам, 6 классам, 72 семействам и 260 родам. С учётом присоединяемых участков список увеличится до 500 видов, данные приведены по проводимым работам ТОО Ecology Business Consulting-2007. Здесь встречается третья часть флоры Казахского мелкосопочника. Наиболее обильными являются растения из сем. Сложноцветных (Asteraceae), Злаковых (Роасеае), Розоцветных (Rosaceae), Бобовых (Fabaceае), Губоцветных (Lamiaceae) и Гвоздичных (Caryophyllaceае).
Кроме сосудистых растений в сосновых лесах Баянаульского ГНПП есть целый комплекс бореальных мхов, которые слабо изучены. Мхи играют важную существенную роль в сложении растительных сообществ. В национальном парке специальных биологических исследований не проводилось, сведения по флоре мхов взяты из книги «Лесные оазисы Казахского мелкосопочника» автор П. Л. Горчаковский 1987 г. Мхи составляют 19 семейств, 32 вида. Для крупных водоёмов, находящихся на территории парка (озёра Сабындыколь, Жасыбай, Торайгыр, Биржанколь), характерно слабое развитие высшей водной растительности, значительные площади чистой водной поверхности и бедность флористического состава. В результате проведённой работы сотрудниками ПГУ им. С. Торайгырова в водоёмах БГНПП было выявлено 11 видов водорослей.
Флора Баянаульских гор сложена, в основном, северными, бореальными растениями. К видам относятся сосна обыкновенная (pinus sylvestris), хвощ лесной (Eguisetum silvaticum), хвощ речной, кошачья лапка двудомная, ортилия однобокая, грушанка круглолистная и ряд других.

### Государственный природный заказник — Қызылтау
Государственный природный заказник — Қызылтау — находится на юго-западе Баянаульского района, в Северо-восточной части Сарыарки. Общая площадь — 60 000 га. Организован с целью охраны и воспроизводства редких видов животных и мест их обитания. Положение в системе природного районирования — степная ландшафтная зона умеренного пояса, южная подзона типчаково-ковыльных степей, страна Казахского плато и мелкосопочника, Баянаул-Каркаралинский округ, Баянаульский район.
Рельеф составляют скалистые возвышенности из матрацевидных гранитов и куполообразные холмы-сопки. Половину площади занимают долины и замкнутые котловины. Характерны крутые скалистые склоны, каменистые осыпи. Территория находится в каледонской складчатой зоне Центрального Казахстана и сложена осадочно-вулканигенными толщами нижнего и среднего палеозоя. Поверхностные воды представлены мелкими речками. Подземные воды приурочены к разновозрастным интрузивным породам. В понижениях залегают на глубине 3—10 метров, на водоразделах до 30 метров и более, режим непостоянный. Почвы преобладают неполно малоразвитые тёмно-каштановые щебнистые, по лугам и балкам развиты лугово-каштановые с солонцами. Караганово-типчаковые, караганово-овсецовые степи с зарослями чия и березово-осиновые колки по низинам. На вершинах гор растёт можжевельник.
Животные: архар, барсук, волк, сурок, степной хорь, заяц, лиса и др. Птицы: серая куропатка, тетерев, беркут и др.

## Экономика

### Промышленность
В Баянаульском районе развита горнодобывающая промышленность, имеются масло- и хлебзаводы, комбинат бытового обслуживания, два автотранспортных предприятия, три строительных организации, типография.

### Сельское хозяйство
Район имеет животноводческое направление: выращивание мясных пород крупного рогатого скота, овцеводство (полугрубошерстное), коневодство (табунное, местные казахские породы). Земледелием занимаются в основном в южной части района, где почвы более плодородны. Сельскохозяйственным производством занимаются шесть сельскохозяйственных предприятий и 261 крестьянское хозяйство. Имеется 5414 личных подворий.

### Туризм
На территории Баянаульского государственного национального природного парка насчитывается 35 домов отдыха, из них на берегу оз. Жасыбай — 28, оз. Сабындыколь — 5, оз. Торайгыр — 2 дома отдыха и 2 детских лагеря с предоставлением мест проживания, лодок, катамаранов, автобусов для экскурсии, культурные мероприятия в летний период. В настоящее время на территории национального парка имеется 37 археологических памятников, памятников природы и места показа. В целях развития туризма на территории парка разработаны и утверждены 11 туристских маршрутов с общей протяжённостью 208,5 км и 1 ботаническая тропа.

## Социальная сфера

### Социально-экономический статус
В соответствии с законом Республики Казахстан от 18 декабря 1992 года «О социальной защите граждан, пострадавших вследствие ядерных испытаний на Семипалатинском испытательном полигоне» Баянаульский район отнесён к территории со льготным социально-экономическим статусом.

### Образование и наука
К 2012 учебном году в районе функционирует 33 средних общеобразовательных учреждения, 5 дошкольных учреждений и 1 профессиональная школа-лицей.

### Здравоохранение
В районе находится Баянаульская центральная районная больница, главный врач Армизов Калкен.

### Культура
В районе есть Дом культуры, 44 общеобразовательных, 2 музыкальных и спортивных школы, 19 детских садов, одно профессионально-техническое училище с филиалом в посёлке Майкаин, 39 киноустановок, 45 библиотек (с книжным фондом 200 тыс. экземпляров), три музея (К. И. Сатпаева, С. Торайгырова, М. Ж. Копеева). Издаются районные газеты «Жеңіс» (ныне «Баянтау») (с 1931) и «Победа» (с 1955).
В 1993 г. установлен памятник поэту, мыслителю и государственному деятелю Бухар жырау в центре с. Баянаул к 325-летию со дня рождения.
В 2008 г. установлен памятник акыну, поэту и композитору Жаяу Мусе Байжанову. Расположен в 12 км от с. Баянаул, на северном берегу озера Жасыбай. Скульптор Е. А. Сергебаев.